# Stadio di canoa slalom
Lo stadio di canoa slalom (in portoghese Estádio de Canoagem Slalom) è un impianto sportivo sito nel quartiere Deodoro di Rio de Janeiro all'interno del Parque Radical, edificato in vista dei Giochi olimpici del 2016. La struttura può ospitare fino a 25 000 liti d'acqua distribuiti in due canali, uno lungo 250 metri per le prove e un altro lungo 200 metri per le gare.

## Storia
La costruzione dell'impianto è iniziata nel giugno 2014 mentre l'inaugurazione è avvenuta il 23 novembre 2015. Il costo stimato dell'opera è di circa 118 000 000 di real brasiliani. Successivamente, il 23 dicembre 2015, insieme al resto del Parque Radical, la struttura è stata aperta al pubblico per essere usata come piscina durante la stagione estiva.
Ad agosto 2016, l'impianto ha ospitato, appunto, le gare di canoa slalom dei Giochi della XXXI Olimpiade, accogliendo fino a 8 424 persone mediante la costruzione di una serie di tribune temporanee, smantellate al termine della manifestazione. Nel settembre 2016, l'impianto è tornato ad essere aperto al pubblico come piscina, tuttavia a dicembre dello stesso anno, terminato il contratto con l'azienda incaricata della gestione, la struttura insieme al resto del parco è stata nuovamente chiusa, senza una data certa di riapertura fissata.